# Podétion

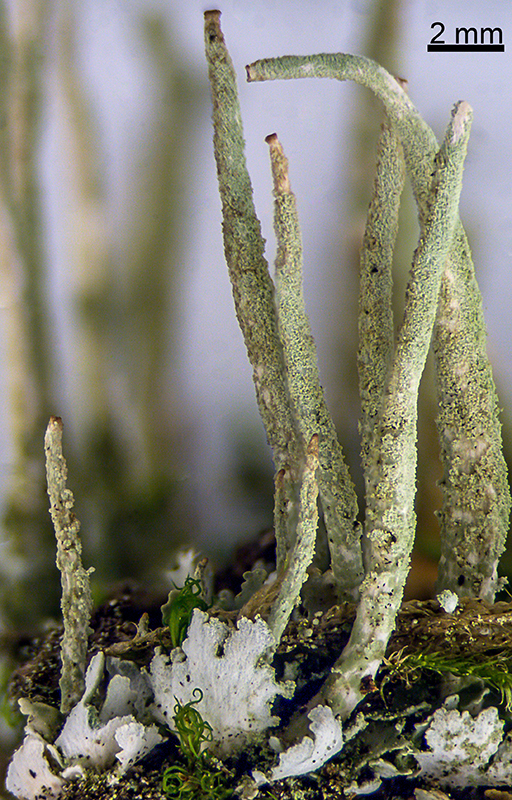
Podétions s’élevant du thalle primaire de Cladonia coniocraea.

Un podétion est le thalle secondaire vertical des lichens du genre Cladonia. Il s’agit d’une tige creuse s’élevant à partir du thalle primaire. Les podétions (parfois orthographié podetia) peuvent se présenter soit comme des tiges pointues, soit semblables à une massue, soit en forme de coupe ou de branche et peuvent contenir ou non un ascocarpe qui est le corps fructifère, du lichen. Un podétion n’est pas considéré comme faisant partie du thalle primaire car il s’agit d’une structure de fructification pour la reproduction.
Un lichen qui a déjà formé un podétion peut être qualifié de « podétié ».